# Honolulu Challenger 2010
L'Honolulu Challenger 2010 è stato un torneo professionistico di tennis maschile giocato sul cemento, che faceva parte dell'ATP Challenger Tour 2010. Si è giocato a Honolulu negli USA dal 25 al 31 gennaio 2010.

## Partecipanti

### Teste di serie
| Nazionalità | Giocatore       | Ranking* | Testa di serie |
| ----------- | --------------- | -------- | -------------- |
| Stati Uniti | Michael Russell | 90       | 1              |
| Stati Uniti | Kevin Kim       | 108      | 2              |
| Stati Uniti | Jesse Levine    | 110      | 3              |
| Stati Uniti | Robert Kendrick | 138      | 4              |
| Sudafrica   | Kevin Anderson  | 148      | 5              |
| Stati Uniti | Michael Yani    | 159      | 6              |
| Stati Uniti | Jesse Witten    | 163      | 7              |
| Stati Uniti | Ryan Sweeting   | 166      | 8              |

- Ranking al 18 gennaio 2010.

### Altri partecipanti
Giocatori che hanno ricevuto una wild card:
- Hendrik Bode
- Michael McClune
- Leo Rosenberg

Giocatori passati dalle qualificazioni:
- Grigor Dimitrov
- Jan-Michael Gambill
- Nikola Mektić
- Yang Tsung-hua

Giocatori lucky loser:
- Daniel King-Turner
- Tim Smyczek

## Campioni

### Singolare
- Michael Russell ha battuto in finale  Grega Žemlja con il punteggio di 6–0, 6–3

### Doppio
- Kevin Anderson /  Ryler DeHeart hanno battuto in finale  Im Kyu Tae /  Martin Slanar con il punteggio di 3–6, 7–6(2), [15–13]